# 阿部正甫
阿部 正甫（あべ まさはる）は、江戸時代中期の旗本。武蔵忍藩主阿部正能の三男・阿部正房の子。
元禄15年（1702年）、3000石の旗本阿部正房の六男として生まれる。叔父阿部正員の養嗣子となり、享保13年（1728年）10月9日、家督を継ぎ小普請に列する。同年12月7日、将軍徳川吉宗にはじめて御目見する。享保16年（1731年）5月15日、使番となり、同年12月28日に布衣の着用を許可された。享保19年（1734年）6月3日から火事場見廻役を兼任。享保20年（1735年）6月22日に目付、元文4年（1739年）10月15日、小普請組支配に転任する。
元文5年（1740年）10月29日、同僚・永井尚方の家臣嶋田八十之助常政が領地の農民に訴えられる事件がおこった際、正甫は常政の取り調べが済んでいないにもかかわらず勝手に裁許し、常政へいい加減な刑罰を下したことにより、永井と共に拝謁を止められた。同12年12月6日に赦される。
寛保3年（1743年）6月12日、小姓組番頭となり、同年12月21日、従五位下・伯耆守に叙任された。延享5年（1748年）1月28日には書院番頭となるが、宝暦2年12月11日（1753年）、部下の松平親房（内膳）が武士としてあるまじき行為をしているのにすぐさま訴え出なかった失態によって小普請へ左遷されたうえ、閉門の処分を受ける。翌3年（1753年）5月12日に赦された。
宝暦4年（1754年）7月4日、死去。享年53。家督は養嗣子の正実（渋谷良信三男）が継いだ。